# Eustachy Tarnawski

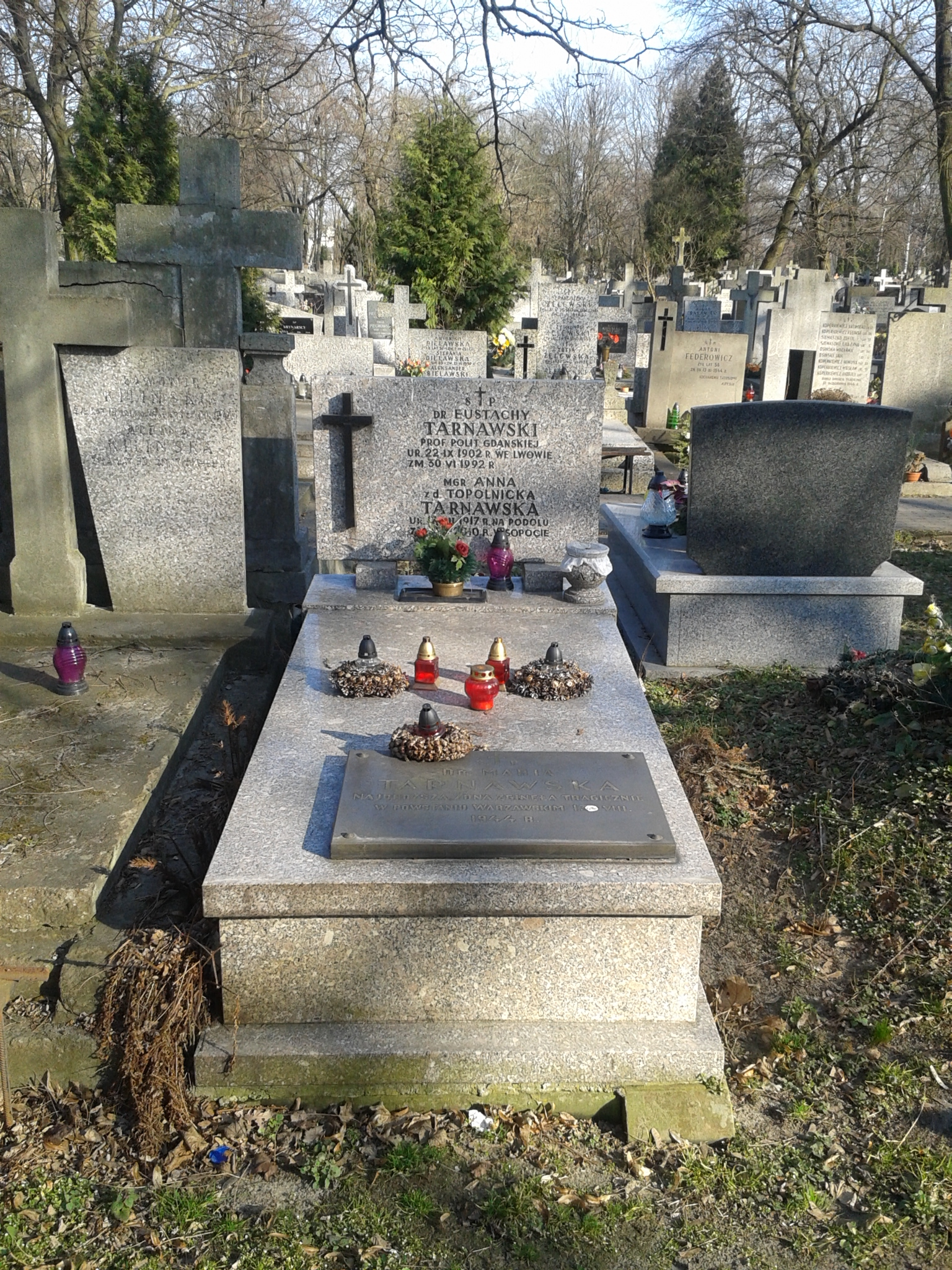
Grób Eustachego, Marii i Anny Tarnawskich na warszawskim cmentarzu Bródnowskim

Eustachy Tarnawski (ur. 22 września 1902 we Lwowie, zm. 30 czerwca 1992 w Sopocie) – polski matematyk, profesor zwyczajny Politechniki Gdańskiej.

## Życiorys
Walczył w obronie Lwowa, a następnie studiował na Uniwersytecie Lwowskim pod kierunkiem profesora Romana Negrusza. Wyjechał do Wolnego Miasta Gdańska, gdzie pełnił funkcję wiceprezesa Gminy Polskiej Związku Polaków w Wolnym Mieście Gdańsku. Uczył matematyki w tamtejszym Gimnazjum Macierzy Polskiej. Podczas II wojny światowej przebywał razem z żoną w Warszawie, doktor Maria Tarnawska poległa podczas powstania warszawskiego 13 sierpnia 1944. Po 1945 powrócił do Gdańska, gdzie wykładał na Politechnice, był autorem podręczników uniwersyteckich. Po przejściu w stan spoczynku przekazał katedrę swojej asystentce Wandzie Rogińskiej. Odznaczony między innymi Złotym Krzyżem Zasługi (1938, 1948), Odznaką Grunwaldzką (1946), Krzyżem Oficerskim Orderu Odrodzenia Polski (1958). Zgodnie z własnym życzeniem po śmierci spoczął w grobie, gdzie podczas wojny pochowano jego żonę na cmentarzu Bródnowskim (kw. 30B-II-18).

## Dorobek naukowy
- „Matematyka dla studiów technicznych”;
- „Rachunek różniczkowy”;
- „Matematyka dla elektryków”;
- „Matematyka dla chemików”;
- „Wiadomości wstępne z rachunku prawdopodobieństwa i statystyki matematycznej”;
- „Matematyka: dla studentów wydziałów mechanicznych i elektrycznych szkół politechnicznych cz. I i II”;
- „Niektóre wiadomości z rachunku przybliżonego: (wykłady matematyki na Wydziale Chemicznym)”.